# Premiership Rugby Sevens Series 2015
Die Premiership Rugby Sevens Series 2015 sind die sechste Ausgabe der Premiership Rugby Sevens Series und finden zwischen dem 15. und dem 28. August statt. Es ist die zweite Ausgabe, an der sowohl die Mannschaften der Premiership, als auch die walisischen Mannschaften der Pro12 teilnehmen.

## Vorrunde

### Gruppe A
| Platz | Team                  | Siege | Unent. | Ndlg. | Ergeb. | Diff. | Bonuspunkte | Punkte |
| ----- | --------------------- | ----- | ------ | ----- | ------ | ----- | ----------- | ------ |
| 1.    | Newport Gwent Dragons | 2     | 0      | 1     | 81:57  | + 24  | 3           | 11     |
| 2.    | Scarlets              | 2     | 0      | 1     | 62:41  | + 21  | 3           | 11     |
| 3.    | Ospreys               | 2     | 0      | 1     | 64:67  | − 3   | 1           | 9      |
| 4.    | Cardiff Blues         | 0     | 0      | 3     | 48:90  | − 42  | 1           | 1      |

| 15. August 15:15 | Cardiff Blues | 24 : 33 | Ospreys | Cardiff Arms Park, Cardiff Zuschauer: 3.558 |
| 15. August 15:15 | (12:12)       |         |         | Cardiff Arms Park, Cardiff Zuschauer: 3.558 |

| 15. August 15:40 | Newport Gwent Dragons | 19 : 24 | Scarlets | Cardiff Arms Park, Cardiff Zuschauer: 3.558 |
| 15. August 15:40 | (12:14)               |         |          | Cardiff Arms Park, Cardiff Zuschauer: 3.558 |

| 15. August 16:10 | Newport Gwent Dragons | 31 : 14 | Ospreys | Cardiff Arms Park, Cardiff Zuschauer: 3.558 |
| 15. August 16:10 | (12:7)                |         |         | Cardiff Arms Park, Cardiff Zuschauer: 3.558 |

| 15. August 16:35 | Cardiff Blues | 5 : 26 | Scarlets | Cardiff Arms Park, Cardiff Zuschauer: 3.558 |
| 15. August 16:35 | (0:5)         |        |          | Cardiff Arms Park, Cardiff Zuschauer: 3.558 |

| 15. August 17:05 | Ospreys | 17 : 12 | Scarlets | Cardiff Arms Park, Cardiff Zuschauer: 3.558 |
| 15. August 17:05 | (5:7)   |         |          | Cardiff Arms Park, Cardiff Zuschauer: 3.558 |

| 15. August 17:30 | Cardiff Blues | 19 : 31 | Newport Gwent Dragons | Cardiff Arms Park, Cardiff Zuschauer: 3.558 |
| 15. August 17:30 | (5:12)        |         |                       | Cardiff Arms Park, Cardiff Zuschauer: 3.558 |

### Gruppe B
| Platz | Team             | Siege | Unent. | Ndlg. | Ergeb. | Diff. | Bonuspunkte | Punkte |
| ----- | ---------------- | ----- | ------ | ----- | ------ | ----- | ----------- | ------ |
| 1.    | Gloucester Rugby | 3     | 0      | 0     | 91:19  | + 72  | 3           | 15     |
| 2.    | Exeter Chiefs    | 2     | 0      | 1     | 74:46  | + 28  | 2           | 10     |
| 3.    | Bath Rugby       | 1     | 0      | 2     | 43:50  | − 7   | 1           | 5      |
| 4.    | London Irish     | 0     | 0      | 3     | 7:100  | − 93  | 0           | 0      |

| 20. August 19:15 | Gloucester Rugby | 36 : 5 | Exeter Chiefs | Kingsholm Stadium, Gloucester Zuschauer: 13.077 |
| 20. August 19:15 | (19:5)           |        |               | Kingsholm Stadium, Gloucester Zuschauer: 13.077 |

| 20. August 19:40 | Bath Rugby | 26 : 0 | London Irish | Kingsholm Stadium, Gloucester Zuschauer: 13.077 |
| 20. August 19:40 | (12:0)     |        |              | Kingsholm Stadium, Gloucester Zuschauer: 13.077 |

| 20. August 20:10 | Bath Rugby | 10 : 26 | Exeter Chiefs | Kingsholm Stadium, Gloucester Zuschauer: 13.077 |
| 20. August 20:10 | (10:5)     |         |               | Kingsholm Stadium, Gloucester Zuschauer: 13.077 |

| 20. August 20:35 | Gloucester Rugby | 31 : 7 | London Irish | Kingsholm Stadium, Gloucester Zuschauer: 13.077 |
| 20. August 20:35 | (19:7)           |        |              | Kingsholm Stadium, Gloucester Zuschauer: 13.077 |

| 20. August 21:05 | Exeter Chiefs | 43 : 0 | London Irish | Kingsholm Stadium, Gloucester Zuschauer: 13.077 |
| 20. August 21:05 | (24:0)        |        |              | Kingsholm Stadium, Gloucester Zuschauer: 13.077 |

| 20. August 21:30 | Gloucester Rugby | 24 : 7 | Bath Rugby | Kingsholm Stadium, Gloucester Zuschauer: 13.077 |
| 20. August 21:30 | (7:7)            |        |            | Kingsholm Stadium, Gloucester Zuschauer: 13.077 |

### Gruppe C
| Platz | Team               | Siege | Unent. | Ndlg. | Ergeb. | Diff. | Bonuspunkte | Punkte |
| ----- | ------------------ | ----- | ------ | ----- | ------ | ----- | ----------- | ------ |
| 1.    | Wasps RFC          | 3     | 0      | 0     | 122:29 | + 93  | 3           | 15     |
| 2.    | Harlequins         | 1     | 0      | 2     | 57:76  | − 19  | 2           | 6      |
| 3.    | Saracens           | 1     | 0      | 2     | 46:81  | − 35  | 1           | 5      |
| 4.    | Northampton Saints | 1     | 0      | 2     | 48:87  | − 39  | 1           | 5      |

| 21. August 19:15 | Wasps RFC | 40 : 14 | Harlequins | Ricoh Arena, Coventry Zuschauer: 7.203 |
| 21. August 19:15 | (19:14)   |         |            | Ricoh Arena, Coventry Zuschauer: 7.203 |

| 21. August 19:40 | Saracens | 12 : 31 | Northampton Saints | Ricoh Arena, Coventry Zuschauer: 7.203 |
| 21. August 19:40 | (12:14)  |         |                    | Ricoh Arena, Coventry Zuschauer: 7.203 |

| 21. August 20:10 | Saracens | 24 : 17 | Harlequins | Ricoh Arena, Coventry Zuschauer: 7.203 |
| 21. August 20:10 | (19:0)   |         |            | Ricoh Arena, Coventry Zuschauer: 7.203 |

| 21. August 20:35 | Wasps RFC | 49 : 5 | Northampton Saints | Ricoh Arena, Coventry Zuschauer: 7.203 |
| 21. August 20:35 | (28:0)    |        |                    | Ricoh Arena, Coventry Zuschauer: 7.203 |

| 21. August 21:05 | Harlequins | 26 : 12 | Northampton Saints | Ricoh Arena, Coventry Zuschauer: 7.203 |
| 21. August 21:05 | (12:7)     |         |                    | Ricoh Arena, Coventry Zuschauer: 7.203 |

| 21. August 21:30 | Wasps RFC | 33 : 10 | Saracens | Ricoh Arena, Coventry Zuschauer: 7.203 |
| 21. August 21:30 | (12:5)    |         |          | Ricoh Arena, Coventry Zuschauer: 7.203 |

### Gruppe D
| Platz | Team               | Siege | Unent. | Ndlg. | Ergeb. | Diff. | Bonuspunkte | Punkte |
| ----- | ------------------ | ----- | ------ | ----- | ------ | ----- | ----------- | ------ |
| 1.    | Newcastle Falcons  | 3     | 0      | 0     | 123:36 | + 87  | 3           | 15     |
| 2.    | Sale Sharks        | 1     | 1      | 1     | 71:57  | + 14  | 2           | 7      |
| 3.    | Worcester Warriors | 1     | 1      | 1     | 58:64  | − 6   | 2           | 7      |
| 4.    | Leicester Tigers   | 0     | 0      | 3     | 22:117 | − 95  | 0           | 0      |

| 22. August 16:16 | Newcastle Falcons | 50 : 12 | Leicester Tigers | Kingston Park, Newcastle |
| 22. August 16:16 |                   |         |                  | Kingston Park, Newcastle |

| 22. August 16:40 | Worcester Warriors | 19 : 19 | Sale Sharks | Kingston Park, Newcastle |
| 22. August 16:40 |                    |         |             | Kingston Park, Newcastle |

| 22. August 17:10 | Worcester Warriors | 27 : 5 | Leicester Tigers | Kingston Park, Newcastle |
| 22. August 17:10 |                    |        |                  | Kingston Park, Newcastle |

| 22. August 17:35 | Newcastle Falcons | 33 : 12 | Sale Sharks | Kingston Park, Newcastle |
| 22. August 17:35 |                   |         |             | Kingston Park, Newcastle |

| 22. August 18:05 | Leicester Tigers | 5 : 40 | Sale Sharks | Kingston Park, Newcastle |
| 22. August 18:05 |                  |        |             | Kingston Park, Newcastle |

| 22. August 18:30 | Newcastle Falcons | 40 : 12 | Worcester Warriors | Kingston Park, Newcastle |
| 22. August 18:30 |                   |         |                    | Kingston Park, Newcastle |

## Finalrunde
Die Spiele der Finalrunde finden alle im Twickenham Stoop statt. Wie in der vorherigen Ausgabe wird es ein Viertelfinale mit Aufspaltung in Plate- und Cup-Wettbewerb geben.

### Viertelfinale
| 28. August 18:00 | Newport Gwent Dragons | 26 : 10 | Sale Sharks | Twickenham Stoop, London Zuschauer: 6.422 |
| 28. August 18:00 |                       |         |             | Twickenham Stoop, London Zuschauer: 6.422 |

| 28. August 18:25 | Gloucester Rugby | 31 : 26 | Harlequins | Twickenham Stoop, London Zuschauer: 6.422 |
| 28. August 18:25 |                  |         |            | Twickenham Stoop, London Zuschauer: 6.422 |

| 28. August 18:50 | Wasps RFC | 33 : 5 | Exeter Chiefs | Twickenham Stoop, London Zuschauer: 6.422 |
| 28. August 18:50 |           |        |               | Twickenham Stoop, London Zuschauer: 6.422 |

| 28. August 19:15 | Newcastle Falcons | 26 : 31 | Scarlets | Twickenham Stoop, London Zuschauer: 6.422 |
| 28. August 19:15 |                   |         |          | Twickenham Stoop, London Zuschauer: 6.422 |

### Plate
Halbfinale
| 28. August 19:40 | Sale Sharks | 45 : 24 | Harlequins | Twickenham Stoop, London Zuschauer: 6.422 |
| 28. August 19:40 |             |         |            | Twickenham Stoop, London Zuschauer: 6.422 |

| 28. August 20:30 | Exeter Chiefs | 14 : 12 | Newcastle Falcons | Twickenham Stoop, London Zuschauer: 6.422 |
| 28. August 20:30 |               |         |                   | Twickenham Stoop, London Zuschauer: 6.422 |

Finale
| 28. August 21:20 | Sale Sharks | 19 : 26 | Exeter Chiefs | Twickenham Stoop, London Zuschauer: 6.422 |
| 28. August 21:20 |             |         |               | Twickenham Stoop, London Zuschauer: 6.422 |

### Cup
Halbfinale
| 28. August 20:05 | Newport Gwent Dragons | 19 : 14 | Gloucester Rugby | Twickenham Stoop, London Zuschauer: 6.422 |
| 28. August 20:05 |                       |         |                  | Twickenham Stoop, London Zuschauer: 6.422 |

| 28. August 20:55 | Wasps RFC | 33 : 12 | Scarlets | Twickenham Stoop, London Zuschauer: 6.422 |
| 28. August 20:55 |           |         |          | Twickenham Stoop, London Zuschauer: 6.422 |

Finale
| 28. August 21:45 | Newport Gwent Dragons | 17 : 12 | Wasps RFC | Twickenham Stoop, London Zuschauer: 6.422 |
| 28. August 21:45 |                       |         |           | Twickenham Stoop, London Zuschauer: 6.422 |